# 卢永雄

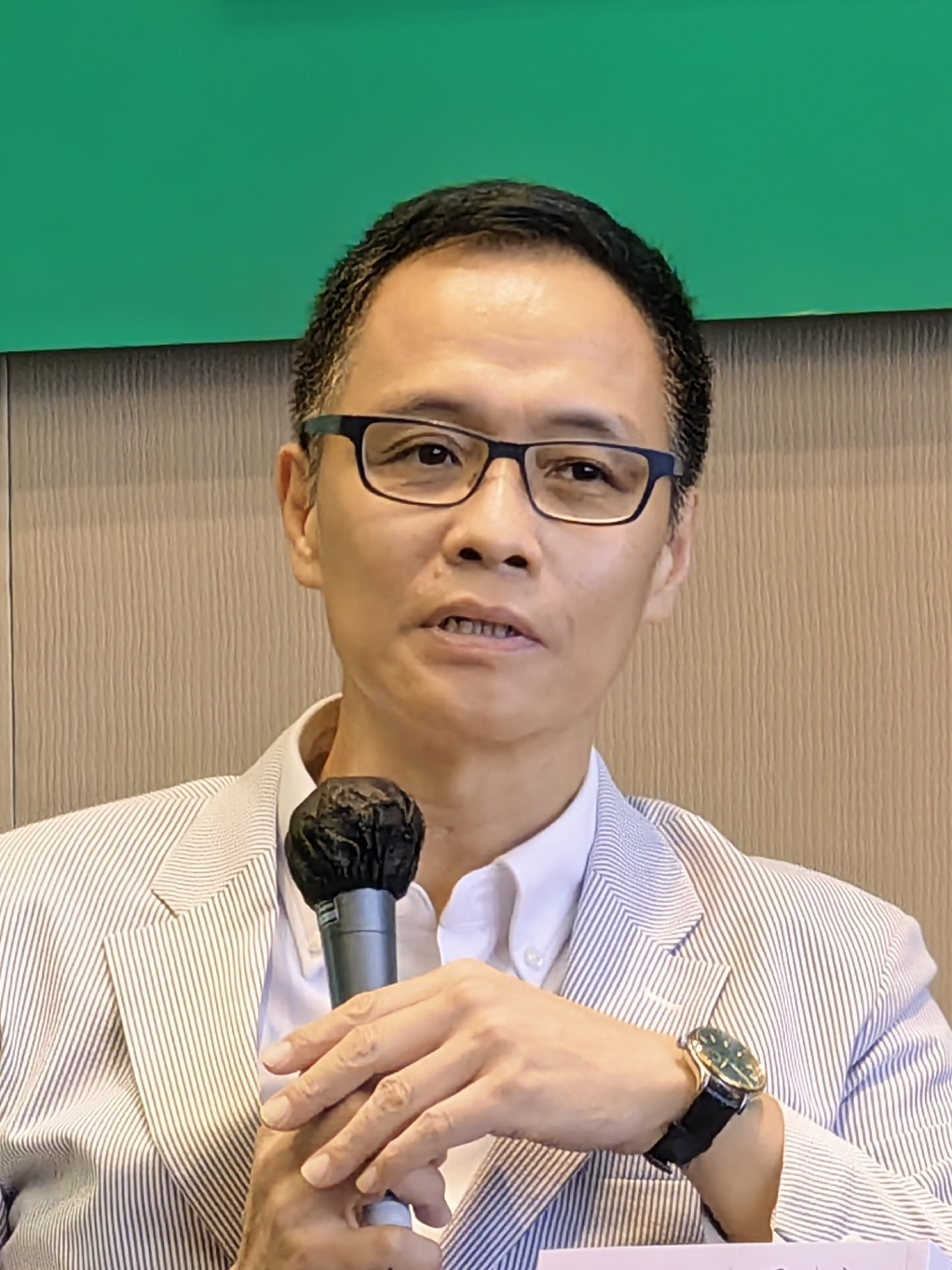
卢永雄在2023年香港书展

卢永雄，SBS，JP（？—），笔名陆羽仁，汉族，中华人民共和国政治人物。现任香港《巴士的报》社长、第十四届全国政协委员。
1990年代曾在亞洲電視新聞部探入記者。